# Podział administracyjny Algierii
Algieria jest podzielona na 48 prowincji (zwanych też w polskiej literaturze wilajetami lub wilajami; arab. wilāya). Te z kolei dzielą się na 553 dajraty (prefektury), a dajraty na 1541 gmin.
1. Adrar
2. Ajn ad-Dafla
3. Ajn Tumuszanat
4. Algier
5. Annaba
6. Batna
7. Baszszar
8. Bidżaja
9. Biskira
10. Al-Bulajda
11. Burdż Bu Urajridż
12. Al-Buwajra
13. Bumardas
14. Asz-Szalif
15. Konstantyna
16. Dżilfa
17. Al-Bajad
18. Al-Wadi
19. At-Tarif (Al-Tarif)
20. Ghardaja
21. Kalima
22. Illizi
23. Dżidżal
24. Chanszala
25. Al-Aghwat
26. Al-Madijja
27. Mila
28. Mustaghanim
29. Al-Masila
30. Mu’askar
31. An-Na’ama
32. Oran
33. Warlaka
34. Umm al-Bawaki
35. Ghulajzan
36. Sa’ida
37. Satif
38. Sidi Bu-l-Abbas
39. Sukajkida
40. Suk Ahras
41. Tamanrasset
42. Tibissa
43. Tijarat
44. Tinduf
45. Tipasa
46. Tisamsilt
47. Tizi Wuzu
48. Tilimsan